# Megascolia maculata
La vespa mammut (Megascolia maculata) è una vespa parassitoide, molto grande (la più grande d'Europa), con la femmina che raggiunge fino a 4 centimetri, mentre il maschio è più piccolo. Le specie compaiono nella stagione calda, da maggio a settembre. Data la sua grandezza e i costanti allarmismi, è frequentemente confusa con il calabrone gigante asiatico.
È un impollinatore, parassitoide, caratterizzato da una scarsa aggressività.

## Anatomia
La vespa mammut è una vespa parassitoide caratterizzata da dimorfismo sessuale accentuato, 
i sessi sono facilmente riconoscibili:
La femmina è più grande, ha antenne più corte e ripiegate in avanti e ha la testa completamente gialla, come suggerisce il sinonimo "Megascolia flavifrons", mentre il maschio ha la testa nera e le antenne molto più lunghe. Il suo corpo è ricoperto di pelo lanuginoso ed è di colore nero lucido con due bande gialle sull'addome, che a volte sono divise per formare quattro macchie gialle. La femmina ha anche grandi mandibole che servono a manipolare le prede.

## Distribuzione geografica
La vespa mammut si trova nell'Europa meridionale fino alla Repubblica Ceca, dove è stata segnalata per la prima volta nel 2013, in Russia, in Nord Africa e nel vicino oriente. È stata segnalata nel sud della Gran Bretagna ma, poiché la sua preda non si trova nel Regno Unito, essa non sarà in grado di stabilirvisi.

## Habitat
La vespa mammut si trova in habitat di tipo Mediterraneo come boschi di querce, macchie mediterranee e garighe. Può presentarsi solo dove si trova anche la sua preda, lo scarabeo rinoceronte Europeo Oryctes nasicornis, e in Russia è stato notato che è più comune intorno alle abitazioni umane dove cumuli di letame, segherie e cumuli di compost forniscono l'habitat per la sua preda.

## Biologia
Le vespe mammut adulte si nutrono del nettare dei fiori. A Malta sono state associate al carciofo selvatico e al Carpobrotus edulis. La femmina caccia nel legno morto le larve dello scarabeo rinoceronte Europeo, che paralizza pungendolo, e poi depone un solo uovo sulla larva. La vespa larvale consuma la larva dello scarabeo escludendo la sua pelle. Una volta che la larva dello scarabeo è stata consumata, la larva della vespa costruisce un bozzolo e si impupa, emergendo dal bozzolo da adulta nella primavera successiva.

## Nella cultura

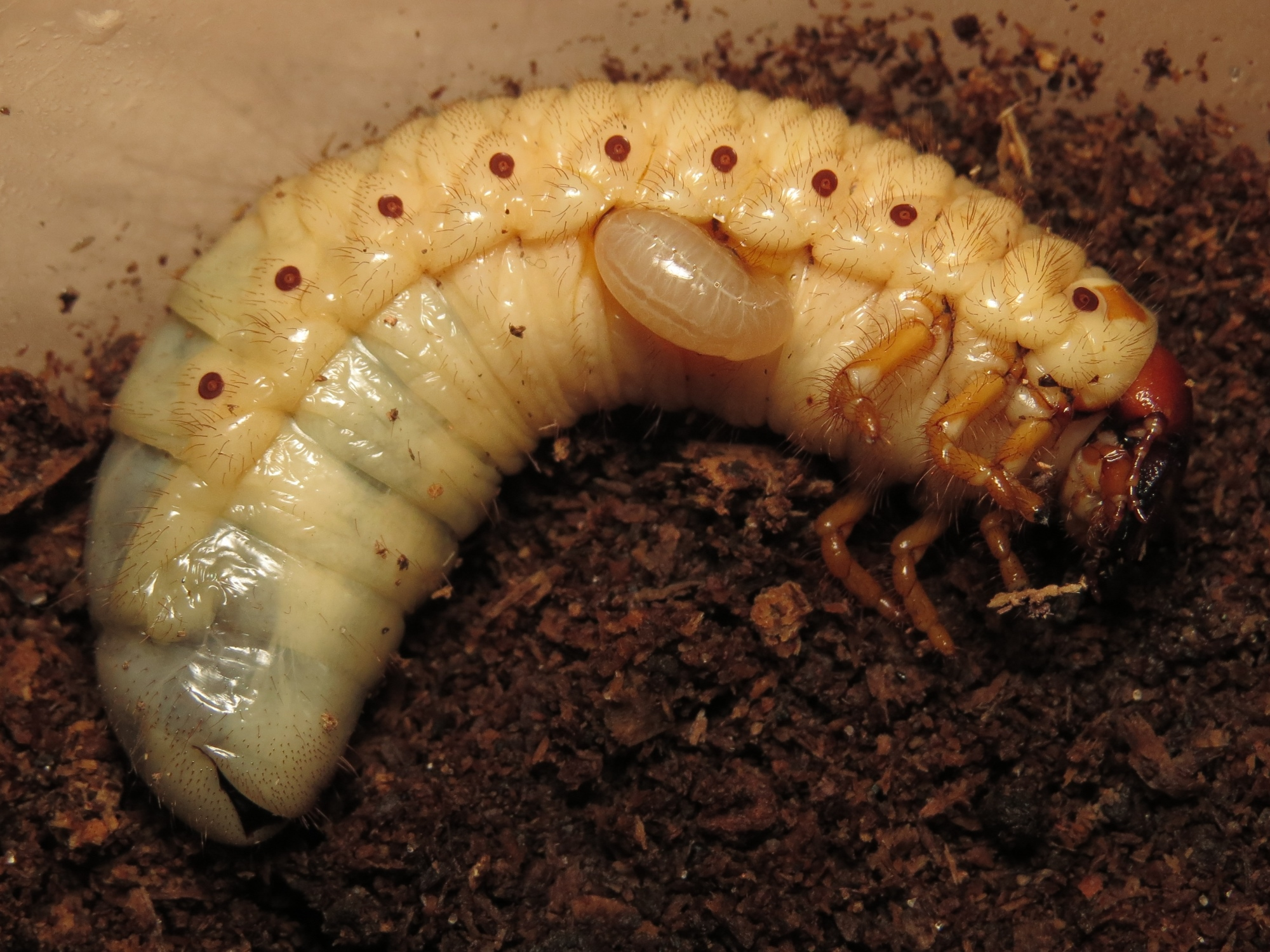
Larva di Megascolia maculata che si nutre di una larva di Oryctes nasicornis

Viene suggerito come modello di insetto utilizzato per il "Pendente Malia" in oro, gioiello di alta oreficeria di epoca Minoica.

## Galleria d'immagini

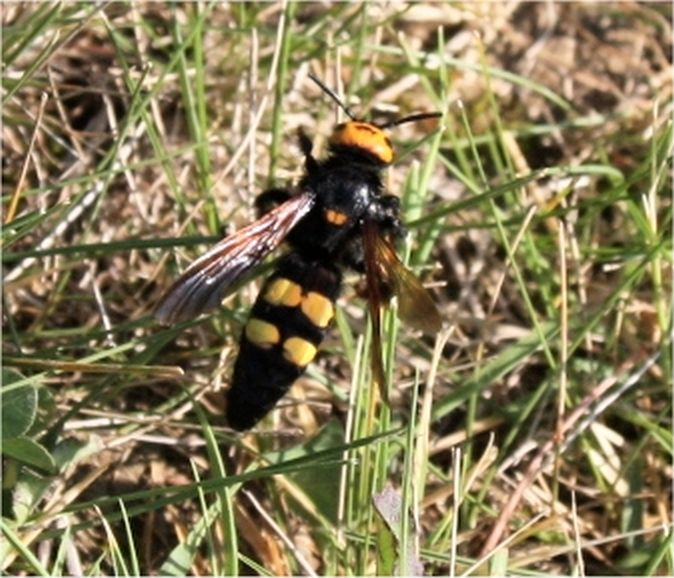
Vespa Mammut in Italia
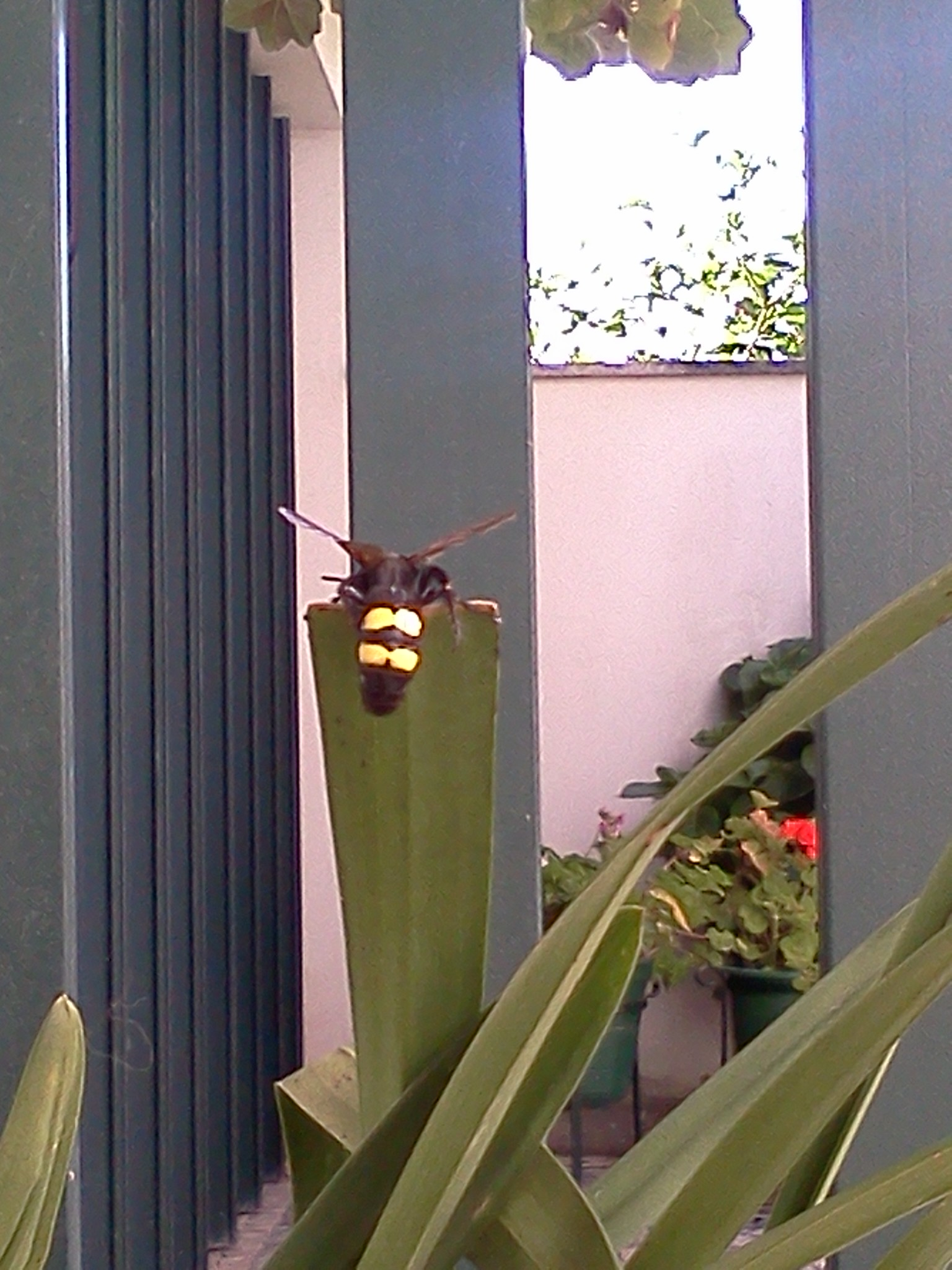
Punti di avvertimento
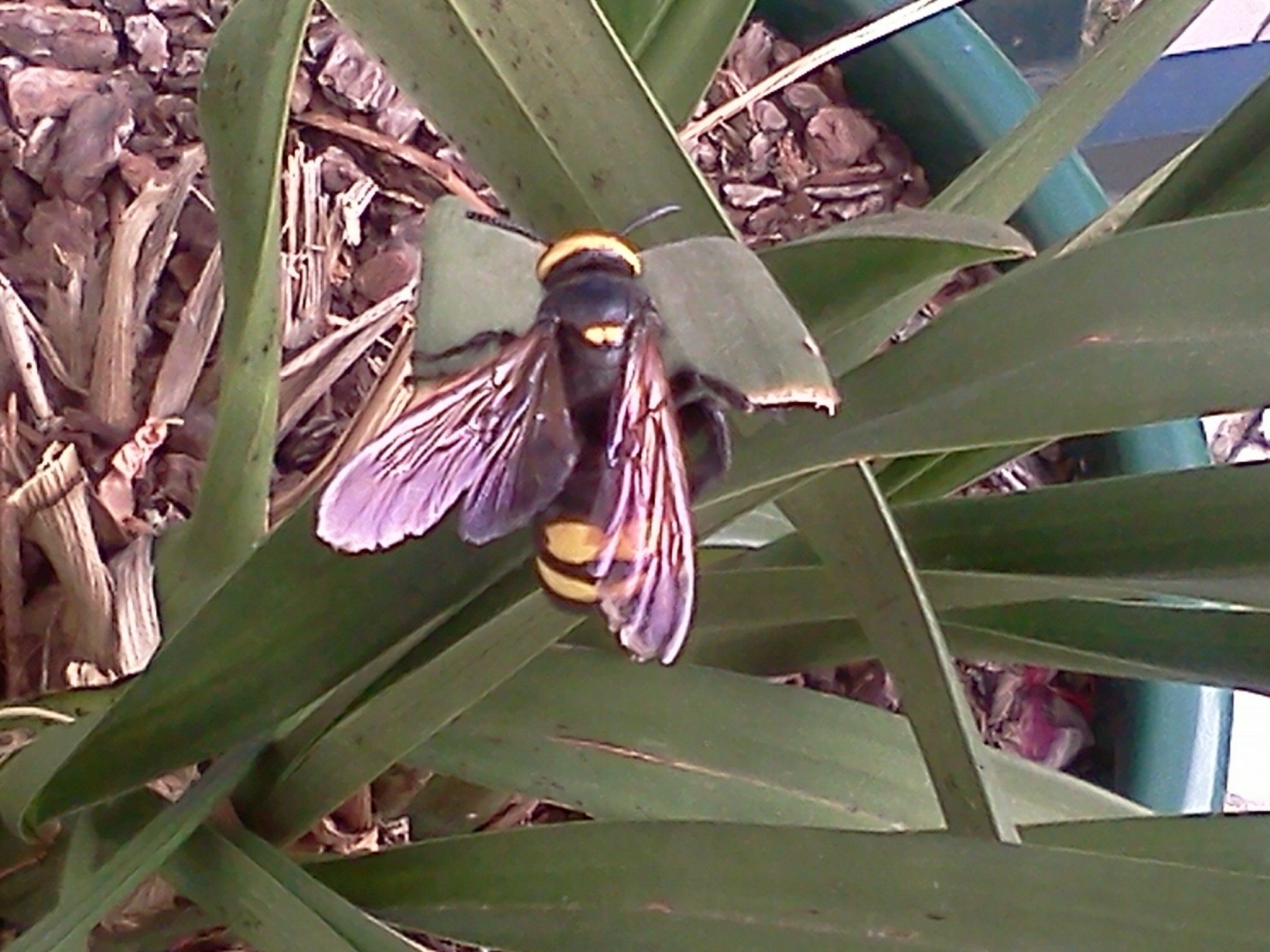
Da sopra
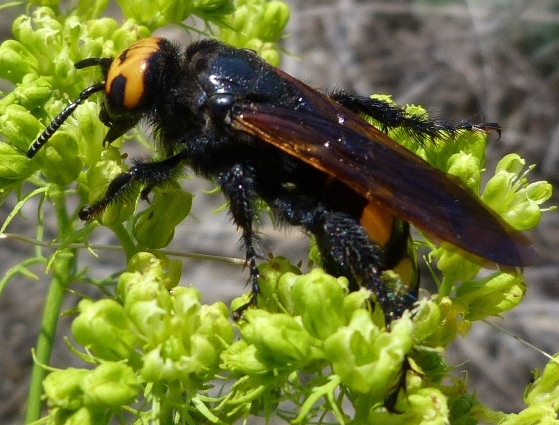
Vespa Mammut